# Crocidura palawanensis
Crocidura palawanensis là một loài động vật có vú trong họ Chuột chù, bộ Soricomorpha. Loài này được Taylor mô tả năm 1934.

## Hình ảnh

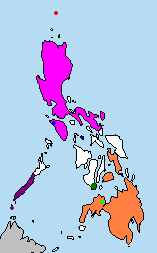